# E-zone

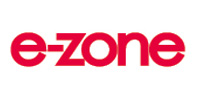
e-zone

是香港一來以電腦及數碼產品為主要內容雜誌，由《香港經濟日報》出版，早期隨報附送，其後獨立發售，逢星期一出版，售價為20港元。每期發行量約90,000本，現時為香港銷量最高的電腦雜誌之一。它採取一書三冊的出版布局（PC、digi、DIY、Phone），以大內容作主打，分別為電腦軟硬體、數碼玩意、DIY 硬件以及高清影音和數碼廣播。於2006年，增刊《e-zone@school》，隨《e-zone》校園訂閱版附送，內容主要針對中小學的IT課程。近年出版布局有少許變動，現為一書兩冊（PC & DIY、Phone & Digi）四大內容。
《e-zone》當年的主要競爭對手是Plug Media出版的PCM電腦廣場，惟兩者均已停刊。
2021年12月20日為《e-zone》最後一期出版之印刷版刊物，日後 e-zone 將以全數碼媒體形式運作，包括：ezone.hk 網站、《U Lifestyle》App 的數碼欄目，及社交媒體專頁。

## 市場資料
e-zone 創刊號於1998年6月30日隨《香港經濟日報》附送。
香港經濟日報招股書所述：
根據尼爾森媒介研究廣告開支報告，e-zone 所刊的商業廣告總收入為全港個人電腦及數碼產品雜誌之冠。

根據羅兵咸會計師樓的核證，e-zone 於 2004-11-26 至 2004-12-17 期間的平均銷量超過 60,000 份。
2005 年，《e-zone》奪得 HKMA/TVB 傑出市場策劃獎項，不單是首本收費雜誌獲得該項殊榮，更是香港經濟日報集團在同一比賽中第二次獲獎。
根據 Synovate Media Atlas（2009 年 1 月 1 日至 12 月 31 日）調查報告，《e-zone》的讀者人數高達221,800人，在電腦數碼及智能手機雜誌類刊物中，讀者人數全港最多。
根據尼爾森傳媒指數（Nielsen Media Index）：香港報告（2007 年 1 月 1 日至 12 月 31 日），《e-zone》在電腦及數碼雜誌類刊物中，讀者人數全港最多，達 220,000 人；主要競爭對手《PCM電腦廣場》於 2007 年的讀者人數為 160,000 人。
根據尼爾森傳媒指數（Nielsen Media Index）：香港報告（2006 年 1 月 1 日至 12 月 31 日），《e-zone》的讀者人數高達137,000人，不單是電腦及智能手機雜誌類刊物中最多的，更是全港雜誌的第十位。
迄今《e- zone》已連續 5 年獲香港社會服務聯會頒授「商界展關懷」殊榮，肯定《e-zone》一直以來對社會的貢獻。

## 新增《e-zone Phone》
《e-zone Phone》全港最強智能手機雜誌
- Gear Phone︰新機行情最強速報
- Gear Price War︰獨家格價‧買機上台最筍企劃
- App Snapshot︰專門教室‧手機隨拍技巧徹底傳授
- App Pro Skill︰ 實用安裝軟件完整提案
- App Game︰娛樂無窮‧玩盡手機遊戲
- Price Checker︰全港最齊手機價格情報

《e-zone PC》 全港最強電腦資訊雜誌
- 加強版 Cover story︰最新電腦科技、產品徹底解構
- 升呢版 Webzine︰盡攬網上新料，教授如何玩盡最新網上程式和遊戲
- 全新 market : 2nd-hand︰網羅最齊全的二手電腦買賣情報

《e-zone Digi》 全港最強影音攝影雜誌
- 搶先睇 Special Report︰緊貼市場資訊，數碼新品率先睇
- 升級版 Know How︰強化教學內容，釋放數碼產品最強功能
- 強化版 Have Fun︰報道更多的新登場遊戲，一同及時行樂

《e-zone DIY》全港最強電腦砌機組裝雜誌
- 加強版 DIY Walker︰小道消息‧行情大事完全網羅
- 升格版 Pro Report︰獨家率先硬體測試、更多更詳盡.
- 優化版 Price Fight︰新增熱賣產品排行榜，格盡熱門硬件

## e-zone Gadget
自動列出即期的《e-zone PC》、《e-zone Digi》、《DIYzone》和《HD-zone》封面 ；用戶只要點擊封面縮圖，程式便會開啟網頁瀏覽器，並即時連铫至 e-zone 網站，以獲悉《e-zone》內容簡介。
此外，這還可顯示超過 3,000 條 IT 知識，讓用戶緊貼最新的 IT 應用技巧。